# Habitatge a la carretera de Ribes, 44 (Aiguafreda)
L'edifici Carretera de Ribes, 44 és una obra del municipi d'Aiguafreda (Osona) inclosa en l'Inventari del Patrimoni Arquitectònic de Catalunya.

## Descripció
Es tracta de dues cases amb dos pisos cadascuna, assentada sobre un gran sòcol de pedra. A la planta baixa hi trobem tres obertures, la porta del centre és la de l'escala d'accés al pis superior. Els dos pisos estan separats per un fris. Al pis de dalt hi destaquem dos balcons amb balustrades de pedra. El parament exterior és format per carreus irregulars de forma poligonal. Sota la teulada hi ha una cornisa amb mènsules de fusta.